# Hana Jalloul Muro
Hana Jalloul Muro (Saragossa, 8 d'abril de 1978) és una política i investigadora en terrorisme espanyola. Va ser diputada de la xi legislatura de l'Assemblea de Madrid dins del Grup Parlamentari Socialista.

## Biografia
Nascuda el 8 d'abril de 1978 a Saragossa. Es va doctorar a la Universitat Complutense de Madrid (UCM). Ha treballat com a professora associada per a la Universitat Carles III de Madrid (UC3M) en el camp d'estudis de terrorisme internacional.
Membre del Partit Socialista Obrer Espanyol (PSOE), també va treballar com a assessora de José Manuel Rodríguez Uribes a la Delegació del Govern a la Comunitat de Madrid.
Inclosa en el número 20 de la llista del PSOE de cara a les eleccions a l'Assemblea de Madrid de 2019, va resultar electa diputada per a l'xi legislatura del parlament regional; va ser designada portaveu del Grup Parlamentari Socialista en la Comissió de Justícia, Interior i Víctimes del Terrorisme.
El gener de 2020 es va anunciar el seu nomenament com a secretària d'Estat de Migracions.